# Koumassa-Stil
Als Koumassa-Stil bezeichnet man einen Keramikstil der mittleren Vorpalastzeit (um 2800 v. Chr. bis 2300 v. Chr.) aus der kretisch-minoischen Kultur. Er bildet den Abschluss des Agios-Onouphrios-Stils.
Kennzeichen des Koumassa-Stils sind abstrahierte lineare Motive. Ein Becher, ein Schüssel oder eine (Tee-)Kanne in Koumassa-Stil besitzt eine abgeschliffene hellgraue Oberfläche und wird in schwarz oder rot mit Diagonalen, Punkten, Kreisen und Halbkreisen gemalt.

## Beispiel
- Ein Krug aus einem Gemeindenfriedhof in Koumassa